# Coriolanus (színmű)
A Coriolanus William Shakespeare által vélhetőleg 1605 és 1610 között írt tragédia. A dráma a legendás római hadvezér, Caius Martius Coriolanus (i.e. 5. sz.) életén alapul. Caius Martius a Coriolanus nevet a volszkok elleni sikeres hadjárata után kapta, amely során megvédte Róma városát. Diadala után Coriolanus politikai szerepet vállal, de vérmérséklete miatt alkalmatlan a nép vezetésére. Félreállítják, mire ő dühében a volszkokkal szövetkezve hadjáratot indít Róma ellen. Végül békeszerződéssel tér vissza Antiumba. A volszkok ezt árulásnak tekintik és ez Coriolanus vesztét okozza. Petőfi Sándor fordította magyarra 1848-ban, és Eörsi István tollából létezik egy újabb fordítása is.

## A mű keletkezése
Shakespeare a darabot 1605 és 1610 között írta. Keletkezésének pontosabb meghatározásához nincs döntő bizonyíték. A darab érett verselése és a szerző politikai meglátásai a későbbi időpontot valószínűsítik. Egyesek szerint a darab megírásának indítéka Shakespeare anyjának 1608 szeptemberében bekövetkezett halála, és Volumnia alakjával a szerző neki állított emléket.

## A mű eredete
A dráma valószínűleg kizárólag Plutarkhosz (46/48-125/127) Párhuzamos életrajzok Plutarchból című biográfiai munkájának Coriolanus-ra vonatkozó részletén alapul, melyet görögről franciára James Amyot fordított, majd franciáról angolra Thomas North. Azt nem tudni, hogy Shakespeare North munkájának melyik kiadását használta, mivel 1579- ben, 1595-ben, 1603-ban és 1612-ben számos változat jelent meg.

## Kiadások
A dráma fólió (Folio) kiadása 1623-ban jelent meg, kvartó/negyedrét kiadása nincs, és semmi nem utal arra, hogy valaha lett volna.

## Szereplők

### Rómaiak
- Caius Marcius Coriolanus – római nemes
- Menenius Agrippa – római szenátor, Coriolanus barátja
- Cominius – konzul, a volszkok elleni hadjárat vezére
- Titus Lartius – római tábornok a volszkok elleni hadjáratban
- Volumnia – Coriolanus anyja
- Virgilia – Coriolanus felesége
- ifjabb Marcius – Coriolnanus fia
- Valeria – Virgilia barátnője
- Sicinius Velutus – néptribun, Coriolanus politikai ellenfele
- Junius Brutus – néptribun, Coriolanus politikai ellenfele
- római polgárok, katonák, szenátorok, patríciusok, hírnök

### Volszkok
- Tullus Aufidius – volszk vezér
- Aufidius alvezére
- összeesküdtek Aufidiusszal
- két volszk őr
- Adrian – volszk kém
- Nicanor – római áruló
- volszk nemesek, polgárok, katonák, szolgák

### Mások
- szobalányok
- követek
- lictorok
- aedilek

### Fordításbeli eltérések
| Az eredeti műben | Petőfi fordításában | Eörsi fordításában |
| CAIUS MARTIUS, afterwards Caius Martius Coriolanus                                                                                    | CAJUS MARCIUS CORIOLANUS, római nemes                                                                                    | CAIUS MARTIUS, később Caius Martius Coriolanus                                                                             |
| TITUS LARTIUS, COMINIUS, generals against the Volscians                                                                               | TITUS LARTIUS, COMINIUS, vezérek a volszkok ellen                                                                        | TITUS LARTIUS, COMINIUS, vezérek a volszkok ellen                                                                          |
| MENENIUS AGRIPPA, friend to Coriolanus                                                                                                | MENENIUS AGRIPPA, Coriolanus barátja                                                                                     | MENENIUS AGRIPPA, Coriolanus barátja                                                                                       |
| SICINIUS VELUTUS, JUNIUS BRUTUS, tribunes of the people                                                                               | SICINIUS VELUTUS, JUNIUS BRUTUS, néptribúnok                                                                             | SICINIUS VELUTUS, JUNIUS BRUTUS, néptribunok                                                                               |
| YOUNG MARTIUS, son to Coriolanus | IFJABB MARCIUS, Coriolanus fia                                                                                           | A KIS MARTIUS, Coriolanus fia                                                                                              |
| A Roman Herald | Római Hírnök | Római Hírnök |
| NICANOR, a Roman | | NICANOR, egy római |
| TULLUS AUFIDIUS, general of the Volscians                                                                                             | TULLUS AUFIDIUS, volszk vezér                                                                                            | TULLUS AUFIDIUS, a volszkok vezére                                                                                         |
| Lieutenant to Aufidius | Aufidius Alvezére | Aufidius Alvezére |
| Conspirators with Aufidius | Összeesküdtek Aufidiusszal                                                                                               | Aufidius Összeesküvő-Társai                                                                                                |
| ADRIAN, a Volscian | | ADRIAN, egy volksz |
| A Citizen of Antium | Antiumi Polgár | Antiumi Polgár |
| Two Volscian Guards | Két Volszk Őr | Két Volszk Őr |
| VOLUMNIA, mother to Coriolanus | VOLUMNIA, Coriolanus anyja                                                                                               | VOLUMNIA, Coriolanus anyja                                                                                                 |
| VIRGILIA, wife to Coriolanus | VIRGILIA, Coriolanus neje                                                                                                | VIRGILIA, Coriolanus felesége                                                                                              |
| VALERIA, friend to Virgilia | VALERIA, Virgilia barátnője                                                                                              | VALERIA, Virgilia barátnője                                                                                                |
| Gentlewoman attending on Virgilia | Szobaleány Virgiliánál                                                                                                   | Virgilia Társalkodónője |
| Roman and Volscian Senators, Patricians, Aediles, Lictors, Soldiers, Citizens, Messengers, Servants to Aufidius, and other Attendants | Római és volszk senatorok, patriciusok, aedilek, lictorok, katonák, polgárok, követek, Aufidius szolgái és egyéb kíséret | Római és volszk polgárok, patríciusok, aedilisek, liktorok, katonák, polgárok, hírnökök, Aufidius szolgái és egyéb kíséret |

### Helyszínek
Róma és környéke; Corioli és környéke; Antium

## Cselekmény
A történet Rómában kezdődik röviddel az utolsó római király, Lucius Tarquinius Superbus elűzetése után. A köznép fellázadt, mert nem kap gabonát. A tüntetők elsősorban Coriolanust, a briliáns római hadvezért vádolják. A lázadók találkoznak Menenius Agrippával, a patríciussal, és magával Coriolanusszal is. Míg Menenius megkísérli megnyugtatni őket, Coriolanus olajat önt a tűzre, mert elmondja, hogy szerinte a plebejusok nem érdemlik a gabonát, hisz nem vállalnak katonai szolgálatot. Mikor kiderül, hogy a volszkok támadásra készülnek Róma ellen, Coriolanus ellenük indul, ám addig a köznép által megválasztott két néptribun, Brutus és Sicinius, összeesküvést sző ellene.
Tullus Aufidius, a volszk hadvezér, már többször is harcolt Marcius ellen (aki ekkor még nem kapta meg a Coriolanus nevet), ezért az ősellenségének tartja. A Római sereget Cominius vezeti, Coriolanus az alvezér. Marcius, nehézségek árán, de végül sikeresen beveszi Coriolit, a volszkok városát. Marcius fáradtan bár, de személyesen megküzd Aufidiusszal, ami úgy ér véget, hogy Aufidiust kimentik a katonái.
Diadaláért és bátorságáért Marcius megkapja Cominiustól a Coriolanus nevet. Rómában Volumnia, Coriolanus anyja rábeszéli a fiát, hogy vállaljon consuli szerepet. Könnyedén meg is szerzi a szenátus támogatását, és látszólag a plebejusokét is. Ám Brutus és Sicinius valójában meg akarják buktatni egy újabb lázadás szításával. Coriolanus erre az ellenállásra dühösen kikel a demokrácia intézménye ellen, szerinte aki plebejusokat enged patríciusok fölött uralkodni az "varjakat hoz a tanácsba, megtépni a sasokat". A két néptribun hitszegéssel vádolja meg Coriolanust és száműzetésbe kényszeríti.
Coriolanus Antiumban, a volszkok fővárosában, felkeresi régi ellenségét, Aufidiust, és a saját életét kínálja fel neki, hogy a halálával demonstrálja, hogyan bánik Róma a hős fiaival. Aufidiust ez meghatja, ezért felajánlja, hogy támadják meg újra Rómát, ezúttal Coriolanus vezetésével.
Róma ijedtében megpróbálja eltéríteni Coriolanust a szándékától, de Cominius és Menenius, a régi harcostársai ebben nem járnak sikerrel. Végül Volumnia, Virgilia, az ifjabb Marcius és Valeria járul Coriolanushoz, hogy bosszújával ne pusztítsa el Rómát, és sikerül meggyőzniük Coriolanust, aki békemegállapodást köt a rómaiak és a volszkok között. Ám mikor visszatér Antiumba, Aufidius megöleti az árulásáért.

## A cselekmny színekre bontva

### Első felvonás

#### 1. Szín
A történet Rómában kezdődik, ahol a köznép fellázadt, mert éheznek és nem kapnak gabonát. Az elégedetlenek elsősorban Caius Martiust, a római hadvezért vádolják. A lázadók találkoznak Menenius Agrippával, a patríciussal, és Martiusszal is. Menenius próbálja megnyugtatni őket, Martius ellenben feldühíti őket, mert elmondja, hogy szerinte a köznép nem érdemli meg a gabonát, hisz nem vállalnak katonai szolgálatot. Mikor kiderül, hogy a volszkok támadásra készülnek Róma ellen, Martius ellenük indul.

#### 2. Szín
A történet Corioliban, a volszkok városában folytatódik, ahol Tullus Aufidus tájékoztatja a szenátorokat, hogy hírt kapott arról, hogy a római csapatok Cominius, Martius és Lartius vezetésével ellenük készülődnek. Aufidus közli a szenátorokkal, hogy Caius Martius-szal megesküdtek, ha legközelebb találkoznak, mindhalálig küzdenek.

#### 3. Szín
Rómában Volumnia, Martius anyja és Virgília, Martius felesége hímezés közben Martiusról beszélgetnek, amikor megérkezik Valéria, Virgília barátnője. Azért jött, hogy Virgíliát elhívja egy gyermekágyas asszony meglátogatására, de Virgília megfogadta, hogy nem lépi ás addig a ház küszöbét, amíg férje haza nem érkezik. Valéria híreket is hozott, egy szenátortól hallotta, hogy a volszkok hadserege ellen Cominius szállt harcba a római haderő egy részével. Martius és Titus Lartius a volszkok városát, Coriolit vette ostrom alá. Nem kételkednek abban, hogy elfoglalják a várost és hamarosan véget vetnek a háborúnak.

#### 4. Szín
Martius, Laritus és a római hadak Corioli városa előtt harcolnak a voszkokkal, Martius a voszkokat üldözve átmegy a városkapun, amit becsuknak mögötte. Társai azt hiszik, meghalt, de mégis visszajön.

#### 5. Szín
Corioliban a római katonák fosztogatnak, Martius és Lartius megegyeznek, hogy míg Lartuus a város körül marad, Martius Cominius segítségére siet, aki Aufidius ellen csatázik.

#### 6. Szín
Cominius táborába követ érkezik, aki azt a hírt hozza, hogy a corioliak kitörtek és visszaverték a római támadást. Ám nemsokára megérkezik Martius és mindenre elszánt katonákat gyűjt maga mellé, hogy megvívjon az ellenség vezérével, Aufidius-szal.

#### 7. Szín
Laritus Coriolinál őrséget hagy, majd Cominius és Martius táborába indul, hogy segítségükre legyen a volszkok elleni harcban.

#### 8. Szín
Martius és Aufidius megvívnak egymással, becsmérelve a másikat. Aufidius segítséget kap társaitól és elmenekül.

#### 9. Szín
A rómaiak táborában Cominius Martiust magasztalja tetteiért és felajánlja neki a lovát, és hogy vegye ki részét a hadi zsákmányból. Martius a lovat vonakodva elfogadja, de a zsákmány tized részére nem tart igényt, azt szerényen visszautasítja. Egyetlen kérése az, hogy korábbi corioli szállásadó gazdáját, akit fogolyként látott, engedjék el. Dicső tetteiért Cominiustól Caius Martius megkapja a Coriolanus melléknevet.

#### 10. Szín
A volszk táborban Aufidius azon kesereg, hogy a rómaiak elfoglalják Coriolit. Egyik katonája azt mondja, hogy feltételekkel visszakapják a várost, de Aufidius ennek sem örül. Eddig tisztes küzdelemben akarta legyőzni Coriolanust, de most már bárhogyan, akár tisztességtelenül is le akarja győzni ellenségét.

### 2. Felvonás

#### 1. Szín
A győztesek visszatérnek Rómába, ahol ünneplik és dicsőítik őket. Volumnia, Coriolanus anyja vágyik arra, hogy fia consuli szerepet kapjon. Ám Brutus és Sicinius, a néptribunok összeesküvést szönek ellene.

#### 2. Szín
Coriolanust consulnak jelölik. A Capitólban a szenátorok és a tribunok előtt Cominius magasztalja Coriolanust, dicsőíti a harci tetteit. A senatorok elismerik érdemeit, de régi szokás szerint Coriolanusnak a népet is meg kell győznie arról, hogy alkalmas a pozícióra, megmutatva a harcban szerzett sebeit. Coriolanus ezt szeretné elkerülni.

#### 3. Szín
A Fórumon Coriolanus a polgárok szavazataiért folyamodik, de mondandója nem elég alázatos, és nem mutatja meg sebeit, ahogy szokás. Ennek ellenére a polgárok megígérik, hogy elnyeri szavazatukat. Azonban Brutus és Sicinius, a tribunok ellene hangolják a polgárokat, mivel nem akarják, hogy Coriolanust consulnak nevezzék ki. Inkább magukra vállalják, hogy ők kérték meg a polgárokat, hogy adják voksukat Coriolanusra.

### 3. Felvonás

#### 1. Szín
Coriolanus szóváltásba keveredik a tribunokkal, mivel nem rejti véka alá véleményét a köznépről. Úgy véli, csak elvárásaik vannak, gabonát akarnak, de nem tesznek érte semmit, nem fognak fegyvert Rómáért, nem teszik kockára életüket a városért és népéért. Lenézi a népet, nem tartja alkalmasnak a döntéshozásra. A tribunok árulással vádolják Coriolanust és vesztét akarják. Menenius áll ki barátja mellett és megmenti a népharagtól, megígérve, hogy elviszi a piacra, ahol a törvény szerint lehet őt kihallgatni.

#### 2. Szín
Menenius elmegy Coriolanusért, hogy megkérje arra, szelíden, szép szavakkal győzze meg a népet arról, hogy ő a megfelelő személy a consulságra. Volumnia is erre kéri őt. Bár Coriolanusnak nem változott meg a véleménye a népről, édesanyja és barátja kérésére megígéri, hogy megbánja beszédét és “szeliden” fog szólni.

#### 3. Szín
Brutus összeesküvést sző Coriolanus ellen, száműzetni, vagy halálra ítéltetni akarja őt. Azzal vádolja meg Coriolanust, hogy egyeduralomra tör, zsarnokságot akar és árulónak nevezi. Száműzetésbe küldik, s ha visszatér a városba a tarpeji szirtről lökik le. Coriolanus az ítéletet igazságtalannak tartja, a döntés felháborítja és elfelejtve anyjának tett ígéretét, hevesen vág vissza, megígérve, hátat fordít Rómának.

### 4. Felvonás

#### 1. Szín
Coriolanus Róma kapuja előtt búcsúzik anyjától, feleségétől és barátaitól. Cominius el akarja kísérni őt, hogy tudják, hogy merre van, de Coriolanus nem engedi. Coriolanus elhagyja Rómát.

#### 2. Szín
A tribunok szétoszlatják az összegyűlt népet, mert Coriolanus már távozott a városból. Brutus és Sicinius találkozik Volumniával, Virgiliával és Meneniusszal, akik a városkaputól térnek vissza. Volumnia átkot szór fejükre.

#### 3. Szín
Egy római és egy volszk találkozik az úton Róma és Antium között az országúton. A római áruló megosztja a volksszal a Rómában történteket, a nép fellázadását és Coriolanus száműzetését. A volszk kém pedig elmondja, ki akarják használni, hogy Róma meggyengült, készen állnak a harcra.

#### 4. Szín
Coriolanus Antiumban Aufidius házát keresi. Úgy dönt, felkeresi ellenségét, ha az megöli őt, igazságot szolgáltat, ha ellenben megkíméli életét, akkor a volszkoknak szolgál ezentúl.

#### 5. Szín
Coriolanus bemegy Aufidius házába, ahol éppen lakomáznak. A szolgák ki akarják penderíteni, de ő nem hagyja magát, így végül Aufidiust hívják oda hozzá. Aufidiusnak megmodja ki ő és elmondja a vele történteket: a nemesség megengedte, hogy a nép kiűzze Rómából. Felajánlja étetét Aufidiusnak, ha akarja ölje meg, de ha életben hagyja szolgálni fogja őt és bosszút áll Rómán. Aufidius szívesen fogadja Coriolanust, mivel éppen Róma ellen készül hadat vezetni. Seregeinek felét Coriolanus vezetésére bízza.

#### 6. Szín
Eközben Rómában elterjed a híre, hogy Aufidius sereggel jön a város ellen. A hírek szerint nem is csak egy sereg jön, hanem kettő és a másikat Coriolanus vezeti. Coriolanus barátai a tribunokat és a polgárokat vádolják azzal, hogy elűzték Coriolanust, és most ilyen helyzetbe került a városuk.

#### 7. Szín
A volszkok táborában Aufidius egy tisztjével beszélget Coriolanusról, aki nagy népszerűségre tett szert a katonák körében. Aufidius elmondja, hogy csak ki akarja használni Coriolanus bosszúszomját annak érdekében, hogy Rómát bevegyék. Máskülönben a római kevélysége nem nyerte meg tetszését.

### 5. Felvonás

#### 1. Szín
Rómában a tribunok győzködik Meneniust, hogy járjon közbe Coriolanusnál Róma érdekében. Menenius nem bízik sikerében, mivel Cominius, Coriolanus harcostársa már dolgavégezetlenül tért vissza Rómába.

#### 2. Szín
Menenius elmegy a volszkok táborába, hogy Coriolanust rábírja, kegyelmezzen Rómának, de az őrök feltartóztatják. Végül sikerül beszélnie Coriolanusszal, akit nem hat meg a könyörgés, ellenben átad Meneniusnak egy levelet.

#### 3. Szín
A volszkok másnap készülnek megtámadni Rómát, mikor újabb követek érkeznek, Virgilia, Volumnia, vezetve az ifjú Martiust, Valeria és kíséretük. Coriolanust meghatja a hölgyek, különösen édesanyja könyörgése, aki elmondja mekkora csapást jelent számukra,
„hogy férje, apja, fia
Róma beleit tépi ki.” (Shakespeare, V. iii.)
Coriolanus a békekötés mellett dönt, de Aufidius ennek nem örül.

#### 4. Szín
A rómaiak már nem bíznak abban, hogy Coriolanus megkegyelmez a városnak és lakóinak. Az egyik tribunust elfogták és halállal fenyegetik, amikor követ érkezik és közli, hogy a hölgyeknek sikerült jobb belátásra bírniuk Coriolanust.

#### 5. Szín
Miután Coriolanus-t rávették a békekötésre, a visszatérő hölgyeket ünnepeli a város.

#### 6. Szín
Antiumban Aufidius összeesküvést szervez Coriolanus ellen. Úgy érzi becsapták, pedig ő jó volt Coriolanushoz, kezeskedett érte, ám ez csak kárára vált, sokat veszített népszerűségéből. A város urainak sem tetszik, hogy gazdag zsákmány és hódítás helyett szerződéskötéssel ér véget a háborúskodás. Coriolanus békeszerződéssel tér vissza Antiumba. Aufidius árulónak nevezi őt, mert asszonyi könnyek tántorították el Róma leigázásától. Az urak törvény elé akarják vinni Coriolanust, de az összeesküvők megölik. Végezetül mégis hősként tisztelik.
„Gyászban vigyétek el. Ilyen nemes
Holttestet hírnök még nem követett
Az urnához.” (Shakespeare, V. vi.)

## A darabban feldolgozott témák
A darabban feldolgozott témák mindegyike valamilyen módon a címszereplőhöz, Coriolanushoz köthető. Karakteréről egységes képet kapunk a darabban, amely három egymástól nem elválasztható részre bontható. Coriolanus kapcsolata a háborúval, a közösséghez való viszonya és az anyjával való kapcsolata. Nem kétséges, hogy Volumnia mennyire fontos Shakespeare történetében, mivel Shakespeare anya és fia kapcsolatát teszi a darab középpontjává. Minden ebből a kapcsolatból fejlődik ki.
„Tégy, ahogy tetszik. Bátorságodat
Belőlem szívtad – gőgöd a tiéd.” (Shakespeare, III. ii.)

### Háború, férfiasság és hősiesség
Az erőszak és a férfiasság szoros kapcsolatban áll egymással a tragédiában. Az erőszak az, ami megkülönbözteti a férfit a nőtől, illetve a fiútól. Emellett, az erőszak az, ami összeköti a férfiakat szociális értelemben.
„Könyörgök a csatákra,
Hol együtt harcoltunk, s a vérre, mit
Együtt ontottunk, s hűségesküinkre,
Hogy egyenesen Aufidius és
Az antiumiak ellen vezess,
Ne késlekedj – dárdákkal, felemelt
Kardokkal teljen meg a levegő,
Most próbáljunk szerencsét.” (Shakespeare, I. vi.)
Coriolanust a katonai képességei emelik Róma kiválóságai közé. Rettenthetetlen bátorsággal küzd az ellenséggel nem anyagi haszon reményében, nem is a dicsőségért, pusztán a hősi tett kedvéért. A hősök olyan dolgokat képesek megtenni, amire az egyszerű halandók nem képesek. Coriolanus úgy harcol, ahogy senki más, harcban, vagy párviadalban nem talált legyőzőre.
Számára a háború "ragyogó és élő extázis", a béke pusztulás.
„Kardja:halál pecsétje, ő csurom vér
Tetőtől talpig, s minden moccanását
Halálhörgés követte: egymaga
Ment be a halálos városkapun,
S bemázolta végzettel, majd segítség
Nélkül kijött, s mint bolygó új erővel
Zúdított romlást Coriolira. Minden
Övé most; ismét lelkébe hatolt
A harci lárma, s kettőzött erővel
Pezsdítette fel fáradt tagjait,
És így rontott a harcba, s gőzölögve
Száguldott emberéletek fölött,
Örök hajtóvadászatban, s amíg
Nem lett mienk a csatatér s a város,
Nem fújta ki magát.” (Shakespeare, II. ii.)

### Büszkeség
Coriolanus mérhetetlenül büszke, sőt dölyfös. Büszkesége talán nem teljesen Volumniától ered, de bizonyosan ő keze is benne van. Lenézi a polgárokat, magát többre tartja. Úgy véli, ha gabonát akarnak, azért tegyenek is valamit, legyenek hasznára városuknak. Coriolanus a politikát és az alakoskodást megveti, mert szerinte nem tisztességes. Nem hajlandó szavazatokért könyörögni vagy megváltoztatni a véleményét a plebejusokról.
„Fedetlen fővel mutassam magam?
Hitvány nyelvvel rakjam nemes szívemre
Egy hazugság terhét? Jó, megteszem.
De hogyha csak e rög forogna kockán,
E Martius, inkább szórnák a szélbe
Porrá tiporva. Gyerünk a piacra!
Olyan szerepet játszattok velem,
Mi nincs rám szabva.” (Shakespeare, III. ii.)

### A fiú és anyja kapcsolata
Volumnia egyedül nevelte Coriolanust, és tette azzá, aki. A volszkok felett aratott győzelem után politikai szerepet szán fiának, aki bármire hajlandó, hogy anyja kegyeiben járjon. Hajlandó viselkedésén némileg finomítani, hogy consullá válasszák, később anyja könyörgésére hajlandó megállítani a Róma elleni támadást, még úgy is, hogy tudja, ez a vesztét jelenti. Volumnia számára a vitézség a római hazaszeretet és férfiasság kifejezése. Azzal viszont, hogy a férfiasság kifejezését tette fia nevelésének kizárólagos céljává egy olyan lényt teremtett, aki annyira el van telve saját férfiasságától, hogy hazaárulást követ el és ez saját pusztulását okozza.
„Ó, anyám!
Mit tettél? Nézd csak, megnyílik az ég,
Az istenek lenéznek és nevetnek
E képtelenségen. Anyám! Anyám!
Rómát boldog győzelemhez segíted,
De fiadra, ó hidd el ezt,
Iszonyú veszélyt hozol, sőt talán
A pusztulást is. Nem bánom, legyen.” (Shakespeare, V. iii.)

### Árulás
Először Coriolanust árulja el Róma népe a Corioli elleni diadal után, mivel a tribunok nem akarják, hogy consuli címet kapjon, azzal vádolják, hogy zsarnokságra tör. Ezen felbőszülve ő maga is árulást követ el, és Róma ellen vezeti a volszkokat. Amikor azonban meggyőzik őt a békéről, új szövetségesei, a volszkok, elárulják, és tisztességtelen módon megölik Coriolanust mert árulásként élik meg azt, hogy nem foglalhatják el Rómát.
„Államunk vezetői, álnokul
Elárult benneteket, s odaadta
Pár sós cseppért Rómát, várostokat,
Igen, „várostokat” két nőszemélynek;
Széttépte döntését és esküjét,
Mint rothadt selyemszálat, sose tartva
Haditanácsot: de együtt nyivákolt
A dadájával, könnyeibe fojtva
Győzelmeteket; a kölykök pirongtak,
S a férfiak nem hittek a szemüknek.” (Shakespeare, V. vi.)

## Magyar nyelvű színházi bemutatók[16]
| Cím          | Műfaj | Bemutató típusa | Bemutató dátuma | Társulat                                    | Színház                                     | Rendező                   | Fordította                                        |
| Coriolán     | Próza | bemutató        | 1842.01.25      | Nemzeti Színház, Pest                       | Nemzeti Színház, Pest                       |                           | Dobrossy István Egressy Gábor                     |
| Coriolan     | próza | bemutató        | 1853.09.24      | Nemzeti Színház, Pest                       | Nemzeti Színház, Pest                       |                           | Dobrossy István Egressy Gábor                     |
| Coriolanus   | próza | bemutató        | 1870.05.25      | Nemzeti Színház, Pest                       | Nemzeti Színház, Pest                       | Paulay Ede                | Petőfi Sándor                                     |
| Coriolanus   | próza | bemutató        | 1879.11.21      | Nemzeti Színház, Budapest                   | Nemzeti Színház, Budapest                   |                           | Petőfi Sándor                                     |
| Coriolanus   | próza | bemutató        | 1902.09.20      | Nemzeti Színház, Budapest                   | Nemzeti Színház, Budapest                   |                           | Petőfi Sándor                                     |
| Coriolanus   | próza | bemutató        | 1911.01.17      | Kolozsvári Nemzeti Színház, Kolozsvár       | Kolozsvári Nemzeti Színház, Kolozsvár       | Janovics Jenő             | Petőfi Sándor                                     |
| Coriolanus   | próza | bemutató        | 1914.04.20      | Kolozsvári Nemzeti Színház, Kolozsvár       | Kolozsvári Nemzeti Színház, Kolozsvár       | Janovics Jenő             | Petőfi Sándor                                     |
| Coriolanus   | próza | bemutató        | 1921.06.18      | Nemzeti Színház, Budapest                   | Nemzeti Színház, Budapest                   | Csathó Kálmán             | Petőfi Sándor                                     |
| Coriolanus   | próza | bemutató        | 1932.05.13      | Nemzeti Színház, Budapest                   | Nemzeti Színház, Budapest                   | Horváth Árpád             | Petőfi Sándor                                     |
| Coriolanus   | próza | bemutató        | 1964.02.21      | Kecskeméti Katona József Színház, Kecskemét | Kecskeméti Katona József Színház, Kecskemét | Seregi László             | Petőfi Sándor átdolgozta: Illyés Gyula            |
| Coriolanus   | próza | bemutató        | 1965.12.03      | Nemzeti Színház, Budapest                   | Nemzeti Színház, Budapest                   | Major Tamás, Tatár Eszter | átdolgozta: Bertolt Brecht fordította: Vas István |
| Coriolanus   | próza | bemutató        | 1985.09.20      | Katona József Színház, Budapest             | Katona József Színház, Budapest             | Székely Gábor             | Eörsi István                                      |
| Coriolanus   | próza | bemutató        | 1985.12.12      | Magyar Területi Színház, Komárom            | Magyar Területi Színház, Komárom            | Takáts Emőd               | Petőfi Sándor                                     |
| Korijolánusz | próza | ősbemutató      | 2010.10.01      | HOPPart Társulat, Budapest                  | MU Színház, Budapest                        | Polgár Csaba              |                                                   |
| Coriolanus   | próza | bemutató        | 2014.03.08      | Móricz Zsigmond Színház, Nyíregyháza        | Móricz Zsigmond Színház, Nyíregyháza        | Bodolay Géza              | Petőfi Sándor                                     |

## Adaptációk
- Jan Cikker, opera, 1974
- BBC Television Shakespeare keretében, 1983 (a címszerepben Alan Howard)
- Magyar színházi felvétel, 1991 (Cserhalmi György, Rajhona Ádám, Máthé Erzsi, Eperjes Károly, Dörner György stb.)
- Coriolanus mozifilm, 2011, (rendező és címszereplő Ralph Fiennes)
- National Theatre Live, 2014, élő közvetítés (Tom Hiddleston)